# Seculiere kanunnik

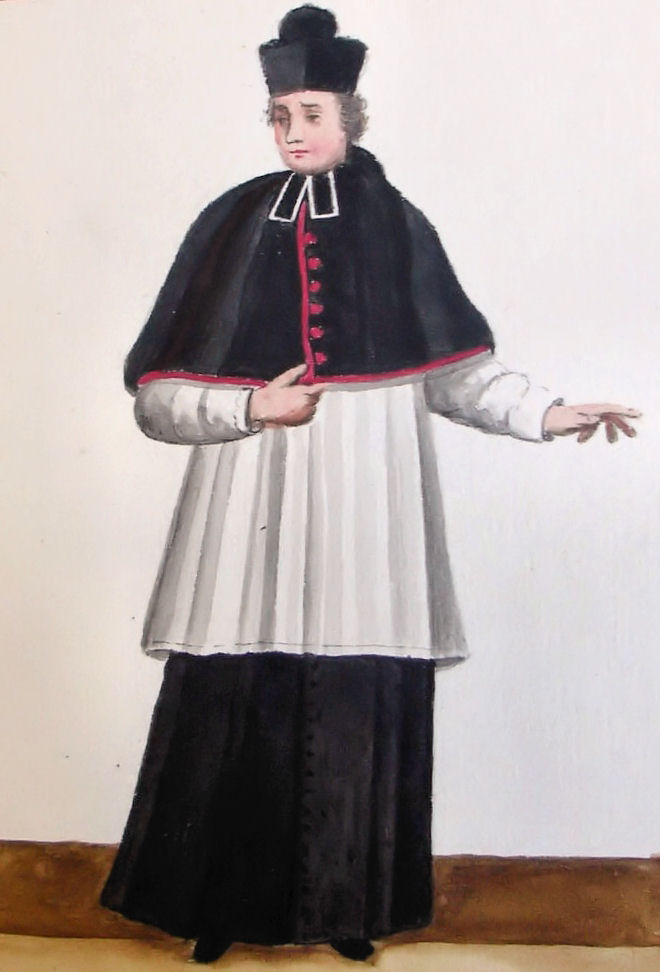
Kanunnik in stadskledij; 19de eeuw

Een seculiere kanunnik of kapittelheer is een kanunnik binnen de Rooms-Katholieke Kerk, de Anglicaanse Kerk of de Evangelisch-Lutherse Kerk, die deel uitmaakt van een seculier kapittel van een kathedraal of een andere belangrijke kerk. Een seculiere kanunnik is – anders dan een reguliere kanunnik – geen kloosterling en leeft meestal in een kanunnikenhuis in de nabijheid van de geestelijke instelling waaraan hij verbonden is.

## Ontstaan en geschiedenis
De oorsprong van het ambt van kanunnik is te vinden in de vierde en vijfde eeuw, toen sommige bisschoppen aan de priesters van hun kathedraal een vorm van monastieke organisatie aanboden, met een gemeenschappelijke levensregel. Deze organisatie bleek nuttige vruchten af te werpen voor de persoonlijke volmaking en voor het behoud van de kerkelijke discipline.
Rond 765 zorgde bisschop Chrodegang van Metz voor een verdere ontwikkeling en stelde statuten op voor de kanunniken, net zoals zijn opvolger Amaury van Metz, die deze statuten vervolledigde en ze in het Concilie van Aken (816) deed goedkeuren. Voortaan had iedere kathedraal zijn kanunniken en ook andere kerken richtten een vereniging van kanunniken op die men 'collegiale' noemde. De leden waren gehouden aan het leven in gemeenschap en aan het gemeenschappelijk reciteren van de kerkdienst in het koor van de kathedraal. De regels volgens welke deze kanunniken leefden werden gehaald uit de 'canons' van opeenvolgende concilies.
In de tiende eeuw werd het communautaire leven door de aan kerken verbonden kanunniken verlaten en werden de gemeenschappelijk opgebouwde bezittingen verdeeld in 'prebenden', die werden aangewend om in het levensonderhoud van de individuele kanunniken te voorzien. Af en toe werden hieraan door schenkingen nieuwe prebenden toegevoegd.
In de volgende eeuwen waren de plaats en de activiteiten van de kanunniken, verenigd in een kapittel, duidelijk geregeld. Zij moesten in het koor het 'officie' reciteren, de bisschop omringen bij het uitvoeren van liturgische plechtigheden en hem met raad en daad bijstaan in het bestuur van zijn bisdom.

## Prebenden
Het aantal kanunniken was in vroegere tijden afhankelijk van de beschikbare prebenden. Dit kon gaan van een half dozijn tot zestig of méér.
Een prebende was een geheel van dotaties waarmee in het levensonderhoud van een kanunnik werd voorzien. Omwille van het financieel karakter van deze prebenden werden zij tijdens de middeleeuwen dikwijls in pacht gegeven. De verwerver van de prebende was dan alleen maar kanunnik in naam en liet zich voor de koordiensten vervangen door een (minder kapitaalkrachtig) priester, die als vicaris optrad. Zodoende waren er in het verleden nogal wat kanunniken die alleen de lagere wijdingen of zelfs geen wijding hadden ontvangen. Deze kanunniken konden ook getrouwd zijn.
Dit werd als misbruik beschouwd en is door het Concilie van Trente afgeschaft.

## Kapittel
Een seculiere kanunnik is verbonden aan het kapittel van een kathedraal of een andere belangrijke kerk. De kerk die het kapittel herbergt, wordt een kapittelkerk of een collegiale kerk genoemd. Bij een kathedraal spreekt men van een kathedraal kapittel.
De belangrijkste kapittels hadden tot eind 18e eeuw veel wereldlijke macht. In Maastricht was het kapittel van Sint-Servaas eeuwenlang een machtige instelling met bezittingen tot in de verre omtrek, waaronder de elf banken van Sint-Servaas. In Gent had het Sint-Janskapittel, naast de Sint-Baafsabdij en de Sint-Pietersabdij, veel invloed en landerijen. Toen de Sint-Baafsabdij werd opgeheven verhuisden de relieken van Sint-Bavo naar de Sint-Janskerk, die kathedraal werd. Het kapittel werd hernoemd naar Sint-Baafskapittel. In de noordelijke Nederlanden werden de kapittels (bijvoorbeeld in Utrecht en Deventer) tijdens de reformatie opgeheven of ontdaan van hun macht.
Naast de veelal adellijke kanunniken met een prebende, waren er tot de 18e eeuw aan de grotere kapittels kapelaans verbonden die geen prebende bezaten. Dezen werden ook wel "kleine kanunniken" genoemd. Ze namen tegen betaling een deel van de taken van de "grote kanunniken" waar. In zo'n geval werd gesproken van het "grote" en "kleine kapittel", ook wel "kapittel van kapelaans" genoemd. Ook tegenwoordig zijn twee soorten seculiere kanunniken te onderscheiden: de titulaire kanunniken, of leden van het kapittel, en de erekanunniken.

## Titulaire kanunnik
De titulaire kanunniken worden benoemd door de bisschop en vormen een college bestaande uit een tiental tot twintigtal leden, voorgezeten door een deken en verbonden aan de kathedrale kerk van het bisdom. In principe is het kapittel bedoeld om priesters samen te brengen die, al dan niet op een bezoldigde basis, aan de werking van het diocesaan bestuursapparaat hun volle of deeltijdse medewerking verlenen. Het gaat onder meer om de bisschoppelijke vicarissen en andere rechtstreekse medewerkers van de bisschop in het diocesaan bestuur, en verder vaak om de deken van de bisschopsstad, de pastoor van de kathedrale kerk, de kanselier, de penitenciers, enz. Allen resideren in de bisschopsstad. Tot enkele decennia geleden leefde een kapittel van kanunniken in zekere mate als monniken, meer bepaald door elke morgen in zijn eigen afgezonderde kapel een officie te houden, de liturgische morgengebeden te zingen en de H. Mis bij te wonen.
Normaal kent elk kapittel zijn eigen hiërarchie, en heeft het zijn eigen gebruiken. Kanunniken en vicarissen worden sinds het Tweede Vaticaans Concilie ingezet om de bisschop te vervangen bij vormsels in het bisdom. Verder nemen ze gezamenlijk deel aan liturgische plechtigheden in de kathedraal. Zo worden ze geacht aanwezig te zijn bij een Te Deum of bij een belangrijke religieuze plechtigheid. In Brugge begeleiden de kanunniken het schrijn met het Kostbaar Bloed tijdens de jaarlijkse H.-Bloedprocessie.
Vaak benoemde de bisschop zijn mogelijke opvolger(s) tot titulair kanunnik en betrok ze bij het bestuur, bijvoorbeeld als bisschoppelijk vicaris. Bisschoppen werden dan ook soms, maar toch niet altijd, gekozen uit het kapittel. Voorbeelden van benoemingen buiten het kapittel zijn in België talrijk. Kardinaal Mercier was gewoon hoogleraar toen hij tot aartsbisschop werd benoemd. Bisschop Emiel-Jozef De Smedt kwam vanuit het aartsbisdom naar Brugge, de bisschoppen Arthur Luysterman, legeraalmoezenier, en Luc Van Looy, pater salesiaan, kwamen van buiten respectievelijk het kapittel en het bisdom Gent en bisschop Johan Bonny van buiten het bisdom Antwerpen.
Ook in de Nederlandse kerkprovincie hebben de afgelopen decennia vele bisschopsbenoemingen van buiten het kapittel plaatsgevonden. Zo bijvoorbeeld de Haagse kapelaan Ad Simonis in Rotterdam, Jo Gijsen, leraar te Rolduc, in Roermond en de missiebisschop Henny Bomers in Haarlem.

## Kathedraalkapittel en Consultorencollege
Vroeger was het kathedraalkapittel belangrijk op het ogenblik dat door overlijden of ontslag van de bisschop, de zetel vacant was geworden. Het had verantwoordelijkheid voor het aanstellen van één of meerdere 'kapittelvicarissen' of tijdelijke vervangers en voor het bieden van advies aan de pauselijke instanties over mogelijke kandidaten voor de opvolging.
De bevoegdheden betreffende de verkiezing van een kapittelvicaris, voortaan diocesaan administrator genoemd en het adviseren over een te benoemen bisschop, zijn door het gewijzigde Kerkelijk Wetboek vanaf 1983 toevertrouwd aan een nieuw orgaan, het 'Consultorencollege' dat een veel beperkter aantal leden telt en niet enkel uit kanunniken hoeft te bestaan. Door de bisschop gekozen onder de leden van de diocesane priesterraad, heeft het College permanente bevoegdheden, met daarbij bijzondere bevoegdheden zodra de bisschopszetel vacant wordt en het moet instaan voor de continuïteit van het bestuur en voor de onmiddellijke verkiezing van een diocesaan administrator.
Dit heeft in België in 2010 plaatsgevonden in de bisdommen Namen en Brugge. Op 26 april 2010 werd kanunnik Koen Vanhoutte tot diocesaan administrator van het Bisdom Brugge benoemd door het Consultorencollege, zonder inspraak van het kapittel. Het kerkelijk wetboek voorziet enkel nog een tussenkomst van het kapittel indien de bisschoppenconferentie van de kerkprovincie een beslissing in die zin neemt. Dit heeft zich tot in 2010 in België of Nederland niet voorgedaan. In Oostenrijk, maar ook in Nederland heeft de bisschoppenconferentie beslist dat de bevoegdheden van het Consultorencollege worden toevertrouwd aan het kathedraalkapittel.
In meer recent opgerichte bisdommen wordt vaak geen kapittel van kanunniken meer georganiseerd.

## Erekanunnik
Een erecanonicaat werd door de bisschop verleend aan een priester die een belangrijke functie vervulde en die tegenover de buitenwereld het aanzien verleend door een hogere titel dan gewoon 'eerwaarde heer', nuttig kon gebruiken. Het betrof bijvoorbeeld proosten van belangrijke sociale organisaties of van nationale caritatieve instellingen, geestelijke directeurs van kloostercongregaties, algemene inspecteurs in het onderwijs of van kloosters en hoogleraars.
Na het Tweede Vaticaans Concilie, vanaf ongeveer 1966, is het verlenen van deze eretitel niet formeel afgeschaft, maar in onbruik geraakt. Zeer uitzonderlijk werd in sommige bisdommen een geestelijke, vreemd aan het bisdom, met de titel van erekanunnik vereerd. Bij nog hogere uitzondering werd of wordt een leek met de titel vereerd. Zo wordt traditiegetrouw aan de president van Frankrijk het erekanunnikschap van Sint-Jan van Lateranen in Rome aangeboden. Alle presidenten van de Vijfde Franse Republiek hebben de eretitel aanvaard. Charles de Gaulle, Valéry Giscard d'Estaing, Jacques Chirac en Nicolas Sarkozy zijn tijdens een bezoek aan Rome bezit gaan nemen van hun zetel in het koorgestoelte.
Georges Pompidou, François Hollande en François Mitterrand hebben zich beperkt tot een discrete aanvaarding van de eretitel.

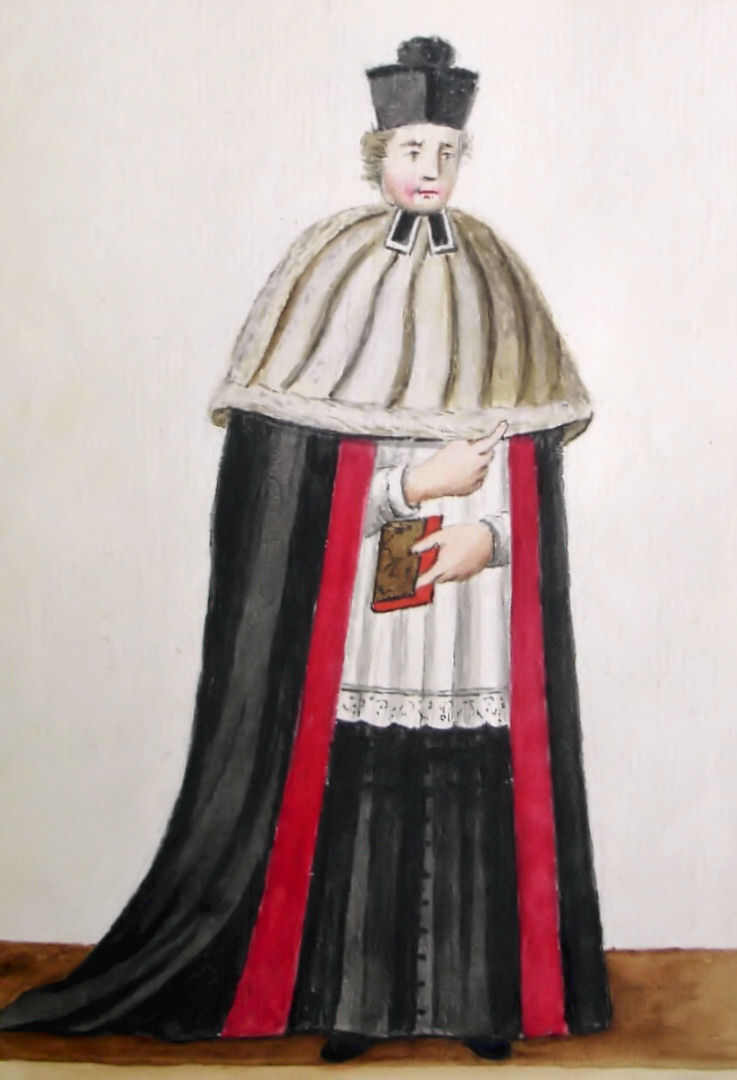
Kanunnik in winterkoorkledij, Sint-Baafs, 18de eeuw
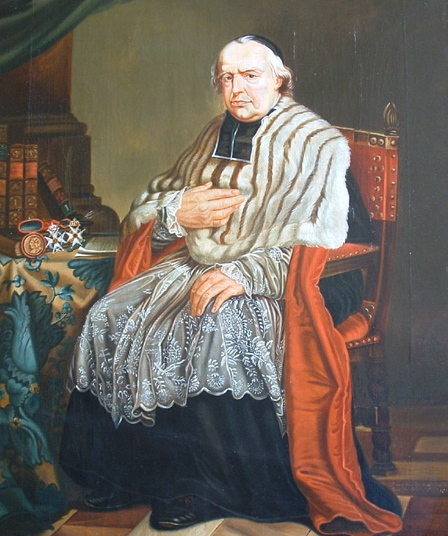
Kanunnik Triest in winterkoorkledij
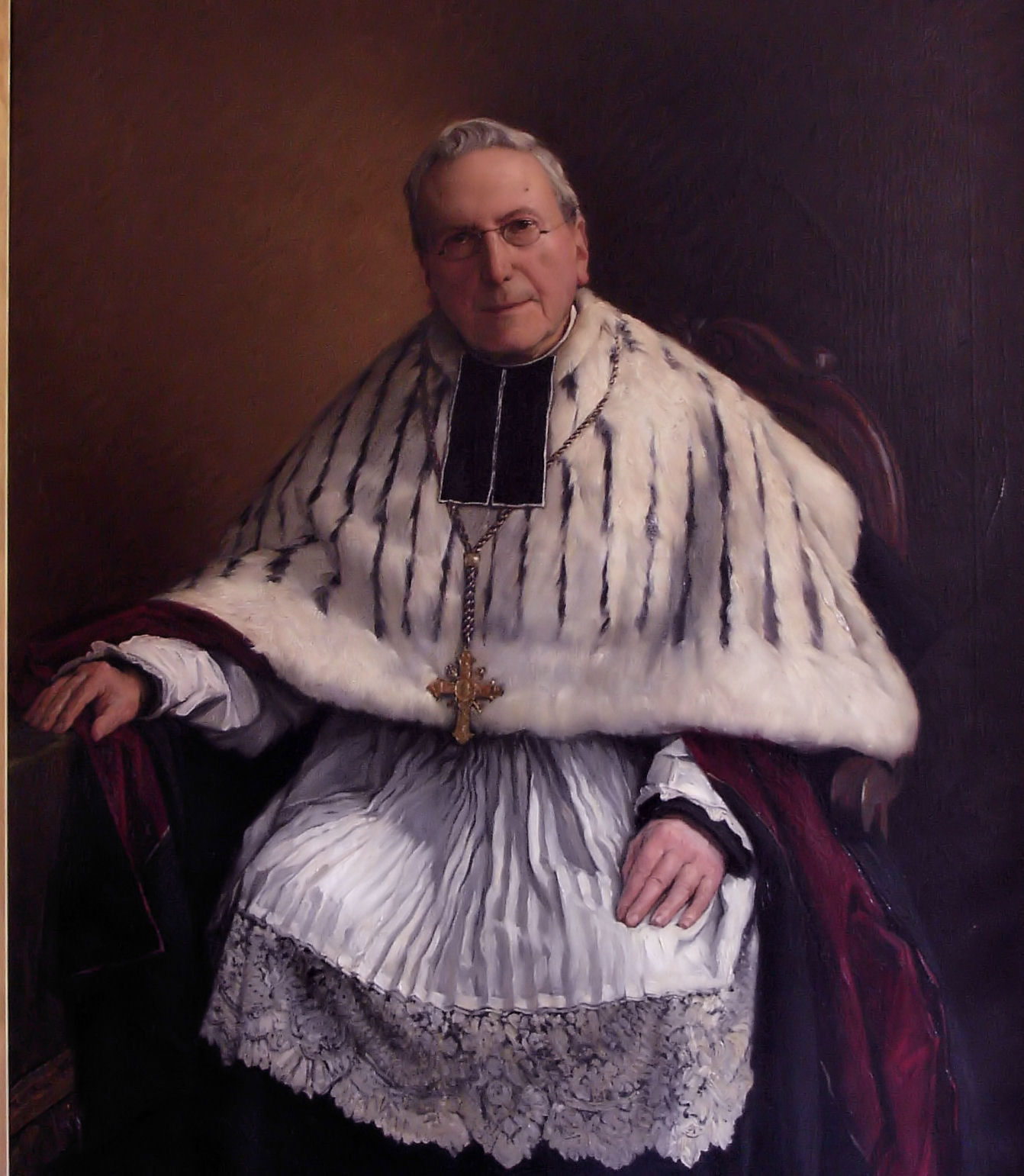
Kanunnik Petrus-Ludovicus Stillemans in winterkoorkledij
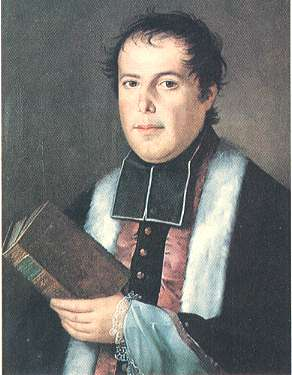
Kanunnik Pierre-Bienvenu Noailles in winterkoorkledij
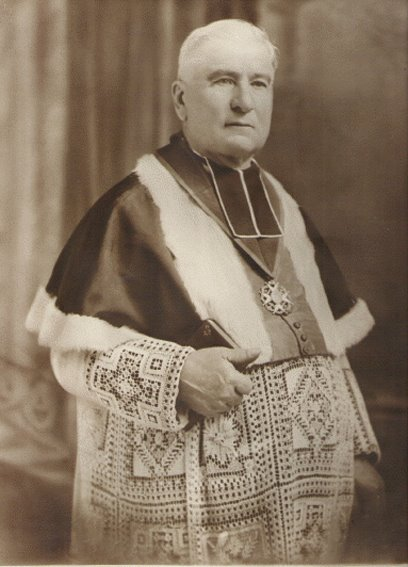
Franse kanunnik in winterkoorkledij

### Enkele erekanunniken
- Guillaume Joseph Chaminade, Frans ordestichter en zalig verklaarde.
- Michaël Ghijs, koorleider van de Schola Cantorum Cantate Domino in Aalst.
- Pieter-Jan Broekx, senator en sociaal voorman.
- Jan Peijnenburg, oud-archivaris van het bisdom Den Bosch, erekanunnik van de Sint-Janskathedraal in 's-Hertogenbosch.
- Eduard Luytgaerens, stichter van de Boerinnenbond en huisprelaat van de paus.
- Francis Dessain, voorzitter van de Belgische Voetbalbond (1943-1951).
- Gabriël Striels, erekapelmeester van de Onze-Lieve-Vrouwekathedraal te Antwerpen.
- Jan Schrooten, erekapelmeester van de Onze-Lieve-Vrouwekathedraal te Antwerpen.
- Antoine Bodar, erekannunik van de Kathedrale basiliek Sint Bavo te Haarlem.

## Koorkledij in België
In de winter van Allerheiligen tot Pasen droegen de Vlaamse kanunniken hun winterkledij, uit praktische overweging. Deze kledij wordt heden ten dage enkel nog in het Sint-Baafskapittel gedragen op bijzondere plechtigheden. De hermelijnen mozetta biedt enige verwarming in een koude kathedraal. Vroeger werden kanunniken geacht meerdere malen per dag aanwezig te zijn voor het officie in de kathedraal; deze diensten waren langer en plechtiger. Kanunniken droegen ook een toog die werd samengebonden met een cingel en op speciale momenten werd verlengd met een kleine sleep, maar deze traditie is al in onbruik geraakt sinds de eerste helft van vorige eeuw. De meeste kapittels verkiezen kledij die praktischer en makkelijker is qua onderhoud.
Vroeger werd de koorkledij dagelijks gedragen, maar heden ten dage wordt deze kledij enkel nog gebruikt voor processies (bijvoorbeeld de Heilig Bloedprocessie) en Te Deums (bijvoorbeeld op Koningsdag en de Nationale feestdag van België). Kanunniken waren vroeger zeer gesteld op hun benoeming, en lieten zich graag portretteren en fotograferen in hun dure koorkledij. De rijkere kanunniken lieten hun portret schilderen, andere hielden het bij een portretfoto.
De oude rochetten zijn altijd afgezet met kloskant, net zoals de mouwen. In Vlaanderen zijn deze rood gevoerd, net zoals de koormantel die onder de wintermozetta werd gedragen. Over de mozetta werd een rabat gedragen.

## Belgische kerkprovincie
In veel Belgische steden waren sinds de middeleeuwen machtige kapittels aan kerken en kathedralen verbonden. Het aantal prebenden kon variëren van een twintigtal (bijvoorbeeld het Onze-Lieve-Vrouwekapittel in Tongeren) tot 60 (Sint-Lambertuskapittel in Luik).
In sommige kerken genoot het kapittel meer aanzien dan de kerk waarin het gevestigd was. Een typerend voorbeeld is het Sint-Goedelekapittel in de Brusselse Sint-Michielskerk. Jan van Ruusbroec maakte daar meer dan 20 jaar deel van uit. Deze Sint-Michielskerk is later omgevormd tot Sint-Goedelekathedraal.
De Belgische staat voorziet per bisdom 10 dotaties voor het kapittel en 12 voor het kapittel van het aartsbisdom. Voor alle titulaire kanunniken boven dit aantal dienen andere inkomsten te worden gezocht om in hun levensonderhoud te voorzien. Erekanunniken ontvangen uiteraard geen vergoeding.
Belangrijke bestaande kapittels in België:
- Het Metropolitaans Sint-Romboutskapittel in Mechelen, met extra prebenden.
- Sint-Aubankapittel in Namen.
- Sint-Baafskapittel in Gent.
- Sint-Salvatorskapittel in Brugge -
  - zie ook: Proosdij van Sint-Donaas in Brugge.
- Onze-Lieve-Vrouwkapittel in Antwerpen.

Er bestaan  ook kapittels van kanunniken in de bisdommen Hasselt, Luik en Doornik.

## Nederlandse kerkprovincie
In Nederland bevonden zich sinds de middeleeuwen belangrijke kapittelkerken in o.a. Utrecht en Maastricht.
In Utrecht waren vijf kapittels gevestigd, waarvan het Domkapittel het voornaamste was met 40 prebenden.
Binnen het Heilige Roomse Rijk bereikte het Maastrichtse kapittel van Sint-Servaas in de middeleeuwen een hoge status door directe banden met de Duitse keizers. In de twaalfde eeuw werden de proosten van Sint-Servaas benoemd uit de hoogste adellijke kringen in het Duitse rijk en waren vaak tevens rijkskanselier.
In verscheidene plaatsen in Nederland zijn nog kanunnikenhuizen te vinden, bijvoorbeeld in Breda, Maastricht, Nijmegen en Utrecht. In Boxtel is het kanunnikenmuseum De Canonije sinds 1993 in een gerestaureerd kanunnikenhuisje gevestigd.

## Bekende kanunniken
Enkele kanunniken zijn bekend als 'broer van':
- kanunnik Georg Ratzinger, broer van Paus Benedictus XVI
- kanunnik Jean Léonard, de broer van mgr. André Joseph Léonard
- kanunnik Paul Léonard, de broer van mgr. André-Joseph Léonard
- kanunnik Pierre-Louis Stillemans, de broer van mgr. Antoon Stillemans

## Anglicaanse kerk
De 'Church of England' heeft binnen haar hiërarchie de seculiere kanunniken behouden als leden die een kapittel vormen bij een kathedraal.
Het kapittel, voorgezeten door een deken, draagt de wettelijke verantwoordelijkheid over de kathedraal en staat in voor de goede administratie ervan. Het speelt ook een adviserende rol bij de benoeming van een bisschop.
De traditie is in vele anglicaanse kerkgemeenschappen bewaard om de titel van erekanunnik toe te kennen, meestal aan parochiepriesters die een mooie loopbaan hebben doorlopen in dienst van de Kerk. De erekanunniken maken deel uit van het kapittel, hoewel ze niet in de bisschopsstad resideren en niet voor de functie bezoldigd worden.
Binnen de anglicaanse kerk worden soms leken tot lay canon benoemd. Dit geldt in het bijzonder voor de juristen die hoofd van de diocesane kanselarijen zijn. Ook de universiteit van Oxford kent enkele lay canons. Christ Church College in Oxford mag sinds 1995 maximaal twee theologische leerstoelen laten vervullen door lay canons. Hierdoor kon functie van 'Regius Professor of Ecclesiastical History' na 1997 eerst door een katholieke man en vervolgens door een anglicaanse vrouw bekleed worden. Drie andere theologische leerstoelen van Christ Church College kunnen nog steeds alleen bekleed worden door kanunniken die anglicaans priester zijn. Dit zijn het Regius Professorship of Divinity, het Lady Margaret Professorship of Divinity en het Regius Professorship of Moral and Pastoral Theology.

## Lutherse kerk
Na de Reformatie bleven in de lutherse gebieden in Duitsland veel kapittels nog in stand. De burgerlijke overheid nam er vaak de leiding van en de leden waren in stijgende mate leken, die als kanunnik aanspraak konden maken op de inkomsten uit de kapittelgoederen. In het Prinsbisdom Lübeck kozen de kanunniken van het domkapittel van Lübeck en het sticht Eutin de prins-bisschop, die landsheer van dit staatje was.
In het begin van de negentiende eeuw verdwenen de meeste Lutherse kapittels als onderdeel van de secularisering van de kerkelijke goederen in de nasleep van de Franse Revolutie. Het Domkapitel in Brandenburg werd in 1826 weer opgericht en is tot heden blijven bestaan. Ook de Lutherse kapittels in Meißen en Wurzen bestaan nog steeds.

## Humor
Een mopje, waarschijnlijk afkomstig van een kanunnik of van een lid van de clerus die graag kanunnik wilde worden en het niet werd, luidde:
Het kanunnikschap is het achtste sacrament. Het werd door Jezus ingesteld toen hij in de Hof van Olijven, vlak voor zijn arrestatie, tegen zijn discipelen zegde: "Slaap en rust nu maar."